# Sztavrovuníu kolostor

A Sztavrovuníu kolostor

A Sztavrovuníu kolostor (görögül:Ιερά Μονή Σταυροβουνίου) a ciprusi ortodox egyház egyik kolostora, amely a Lárnakai kerületben található Sztavrovúni-hegy csúcsára épült. Ez Ciprus legrégebbi kolostora. A hagyomány szerint a kolostorban található Jézus keresztjének egyik eredeti darabja.

## Elhelyezkedése
A hegy, amelyen a kolostor áll, eredetileg az Olümposz nevet viselte, ám ezt a nevet, ma Ciprus legmagasabb hegye viseli. A „sztavrovúni” szó a görög „kereszt” („Σταυρός”) és „hegy” („βουνό”) összetételéből ered, azaz maga is a „Szent kereszt” tiszteletére utal.
A hegy tetejéről tiszta időben a sziget nagy területei beláthatóak: Lárnaka és Limassol környéke, valamint az Akrotiri-félsziget jelentős része is.

## A kolostor története
A hagyomány szerint a kolostort Szent Ilona, Nagy Konstantin császár anyja alapította a IV. században. A hagyomány szerint Ilona felfedezte Jézus keresztjét a Szentföldön, majd miközben Konstantinápolyba akarta szállítani azt, hajótörést szenvedett Ciprus partjainál. Kolostort alapított a szigeten  és a kereszt egy darabját a kolostornak adta.
A kolostorról szóló legrégebbi emlékek a Bizánci Birodalom korszakából származnak és arra utalnak, hogy már a IV. században is fontos vallási központ volt. 1106-ban Kijevi Dániel orosz zarándok is beszámolt róla, hogy a kolostorban található a kereszt egy darabja, majd a következő századokban, több nyugati utazó, így például 1211-ben Willibrandi de Oldenburg és 1305-ben Ludolph von Suchen is meglátogatta a kolostort.
A szigetet ért támadások során a kereszt eltűnt a kolostorból, annak csak egy kis darabját őrzik a mai napig. 1598-ban Kryštof Harant cseh utazó már arról számolt be, hogy ekkor az ereklye már nem volt megtalálható a kolostorban és „senki nem tudja, hogy a törökök mit tettek a Szent Kereszttel”. 1888-ban a kolostor majdnem teljesen megsemmisült egy tűzvész során.
A kolostor szerzetesei ma a szerzetesi élet szigorú, az athoszi szerzetesek életmódjához hasonló formáját követik. Nők nem léphetnek a kolostor területére.